# Oscar Ågren
Oscar Ågren (ur. 18 lipca 1914, zm. 26 października 1992) – szwedzki bokser, dwukrotny medalista mistrzostw Europy.
Startując na Mistrzostwach Europy 1937 w Mediolanie wywalczył brązowy medal w wadze półśredniej. Ten sam sukces powtórzył dwa lata później na Mistrzostwach w Dublinie tym razem startując w kategorii średniej.